# Stygobromus bifurca
Stygobromus bifurca is een vlokreeftensoort uit de familie van de Crangonyctidae. De wetenschappelijke naam van de soort is voor het eerst geldig gepubliceerd in 1882 door O.P. Hay.